# Sverre Nypan
Sverre Halseth Nypan (19 december 2006) is een Noors voetballer die doorgaans als middenvelder speelt. Hij verruilde Rosenborg BK in juli 2025 voor Manchester City.

## Clubcarrière
Nypan ruilde in 2020 de jeugdopleiding van Nardo FK voor die van Rosenborg BK. In januari 2022 ondertekende hij er zijn eerste profcontract. In april 2022 ondertekende hij er een nieuw contract en stroomde hij door naar de A-kern.
Op 6 november 2022 maakte hij zijn officiële debuut in het eerste elftal van de club: in de competitiewedstrijd tegen FK Jerv (2-4-winst) kreeg hij een basisplaats van trainer Kjetil Rekdal. Nypan was op dat moment 15 jaar en 322 dagen oud, waardoor hij de records van John Hou Sæter (jongste Rosenborg-speler in een officiële wedstrijd, 16 jaar en 101 dagen) en Magnus Holte (jongste Rosenborg-speler in een competitiewedstrijd, 16 jaar en 175 dagen) verbrak.

## Interlandcarrière
Nypan debuteerde in 2021 als Noors jeugdinternational.
3 Dias ·
5 Stones ·
6 Aké ·
7 Marmoush ·
8 Kovačić ·
9 Haaland ·
10 Grealish ·
11 Doku ·
14 Nico ·
16 Rodri ·
17 De Bruyne  ·
18 Ortega ·
19 Gündoğan ·
20 Silva ·
22 Reis ·
24 Gvardiol ·
25 Akanji ·
26 Savio ·
27 Nunes ·
31 Ederson ·
33 Carson ·
45 Xusanov ·
47 Foden ·
52 Bobb ·
66 Simpson-Pusey ·
82 Lewis ·
87 McAtee ·
97 Wilson-Esbrand ·
Coach: Guardiola
· Assistent-coach: Lillo
· Assistent-coach: Vicens
· Keeperstrainer: Wright